# مصطفى تاه تاه
مصطفى تاه تاه (مواليد سنة 1950) ممثل مغربي، شارك في عدة أفلام ومسلسلات مغربية وأجنبية، ويُعد أحد رُوّاد المسرح الاحترافي، شارك إلى جانب فرقة الصديقي في العديد من الأعمال المسرحية.

## أعماله

### أفلام
- 2006: المكروم
- 2006: عبدو عند الموحدين
- 2007: في انتظار بازوليني
- 2009: ولد مو
- 2010: الجامع
- 2021: نوح

### مسلسلات
- 2005: ملوك الطوائف بدور إسماعيل بن نغرالة
- 2015: مقطوع من شجرة
- 2015: حبال الريح
- 2002: صقر قريش بدور أبو العطاء
- 2003: ربيع قرطبة بدور أبو علي القالي
- 2012: مسلسل عمر بدور مخيريق

## روابط خارجية
- مصطفى تاه تاه على موقع IMDb (الإنجليزية)
- مصطفى تاه تاه على موقع ألو سيني (الفرنسية)
- مصطفى تاه تاه على موقع أول موفي (الإنجليزية)
- مصطفى تاه تاه الشهير ب «سانك سانك» يروي قصة معاناته ويوجه رسالة للمغاربة ويعترف «ها فاش تقولبت»